# لیسا لسلی
لیسا لسلی (به انگلیسی: Lisa Leslie) ورزشکار رشتهٔ بسکتبال اهل کشور ایالات متحده آمریکا است. وی در بین سال‌های ‎۱۹۹۶ تا ۲۰۰۸ میلادی در مسابقات بازی‌های المپیک تابستانی در مجموع ۴ مدال طلا را کسب کرد.